# Långgölen (Höreda socken, Småland)
Långgölen är en sjö i Eksjö kommun i Småland och ingår i Emåns huvudavrinningsområde.